# Louise Lavoye
Anne-Benoîte-Louise Lavoye est une soprano française, née à Dunkerque le 28 juin 1823, morte à Paris le 9 octobre 1897.

## Biographie
Louise Lavoye naît à Dunkerque le 28 juin 1823. 
Elle fait ses études au conservatoire de Lille et obtient le 1er prix de piano à l'âge de 11 ans en 1834, le 1er prix de vocalisation en 1835 et le prix d'honneur de piano en 1836. Elle est admise au Conservatoire royal de musique dans la classe de Laure Cinti-Damoreau. Elle obtient en 1838 le prix d'honneur d'harmonie et enchaîne les prix de chants : 2e prix de chant en 1839, 1er prix de chant en 1840. Elle remporte un premier prix d'opéra-comique en 1842.
Elle fait ses débuts en 1843 à l'Opéra-Comique de Paris dans L'Ambassadrice de Daniel-François-Esprit Auber. Pour Auber et Eugène Scribe, elle crée les rôles de Zerbina dans La Sirène le 26 mars 1844 et Haydée dans Haydée ou Le Secret le 28 décembre 1847.
Elle chante aussi dans les salons et interprète notamment Les Deux Novices de Eudoxie Péan de la Roche-Jagu.
Les rôles les plus difficiles du répertoire lui sont confiés, et elle compte parmi les plus zélés serviteurs de la Salle Favart. Elle fit plusieurs créations, entre autres : La Sirène, Les Mousquetaires de la reine, Actéon, Haydée ou Le Secret, Le Val d'Andorre, Ne touchez pas à la reine.
Elle meurt à Paris le 9 octobre 1897.
Elle a une sœur, Anne, née en 1928.
Dans le Grand Dictionnaire universel du XIXe siècle de Pierre Larousse, elle figure dans la liste des « principaux chanteurs et chanteuses qui ont illustré le théâtre de l'Opéra-Comique ».